# Nesidiochernes robustus
Nesidiochernes robustus är en spindeldjursart som beskrevs av Beier 1957. Nesidiochernes robustus ingår i släktet Nesidiochernes och familjen blindklokrypare. Inga underarter finns listade i Catalogue of Life.